# ميهو شيرايشي
ميهو شيرايشي (باليابانية: 白石美帆) هي ممثلة يابانية، ولدت في 8 أغسطس 1978 بهيتاتشي-أوميا في اليابان.

## وصلات خارجية
- ميهو شيرايشي على موقع IMDb (الإنجليزية)
- ميهو شيرايشي على موقع أول موفي (الإنجليزية)
- ميهو شيرايشي على موقع قاعدة بيانات الفيلم (الإنجليزية)